# António Medeiros
António Medeiros Besugo (Horta, 15 febbraio 1937) è un ex calciatore portoghese, di ruolo centrocampista.

## Carriera
Dal 1960 al 1971 milita nel CUF Barreiro, ottenendo come miglior piazzamento il terzo posto nella Primeira Divisão 1964-1965. Altro risultato di rilievo fu il raggiungimento semifinali della Taça de Portugal 1968-1969, perdendole contro i futuri campioni del Benfica. Inoltre partecipò con il CUF alla Coppa delle Fiere 1967-1968, venendo eliminato con i suoi al primo turno dagli jugoslavi del Vojvodina.
In Portogallo giocò anche nell'Académica.
Nel 1971 è in forza ai canadesi del Toronto Metros, nuova franchigia della North American Soccer League, con cui ottiene in campionato il terzo posto nella Northern Division. Dopo un'altra stagione senza accedere nella fase finale del torneo, nella NASL 1973 con la sua franchigia Medeiros vince la Northern Division, perdendo poi le semifinali contro i futuri campioni dei Philadelphia Atoms.